# Compañía Española de Minas de Río Tinto
La Compañía Española de Minas de Río Tinto (CEMRT) fue una empresa española que operó entre 1954 y 1970, principalmente en la provincia de Huelva. Dedicada a las actividades mineras en la cuenca de Riotinto-Nerva, con el paso de los años la compañía apostó por una diversificación de su negocio hacia otros sectores. Tras haber consolidado su posición, en 1970 se fusionó con otra empresa, dando lugar al grupo Unión Explosivos Río Tinto (ERT).

## Historia

### Orígenes y creación
Desde 1873 las minas de Riotinto habían estado bajo el control de una empresa de capital británico, la Rio Tinto Company Limited (RTC), bajo cuya gestión habían vivido un gran auge minero e industrial. Sin embargo, desde finales la década de 1920 el negocio de la RTC fue reduciéndose por la situación económica de la época, especialmente tras el crac de 1929 y la posterior llegada de la Segunda República. Algunos directivos empezaron a poner la vista en las minas de África, especialmente en Rodesia, que ofrecían unas perspectivas mucho más favorables. Tras la Guerra Civil la situación de la empresa en España atravesó un contexto muy complejo, debido a la hostilidad de las autoridades franquistas, las dificultades derivadas de la Segunda Guerra Mundial y a la caída en picado de los beneficios. Ante esa tesitura se pensó en segregar las minas de Riotinto del negocio de RTC. Entre 1945 y 1947 hubo conversaciones con la sociedad Cros, pero estas no fueron fructíferas.

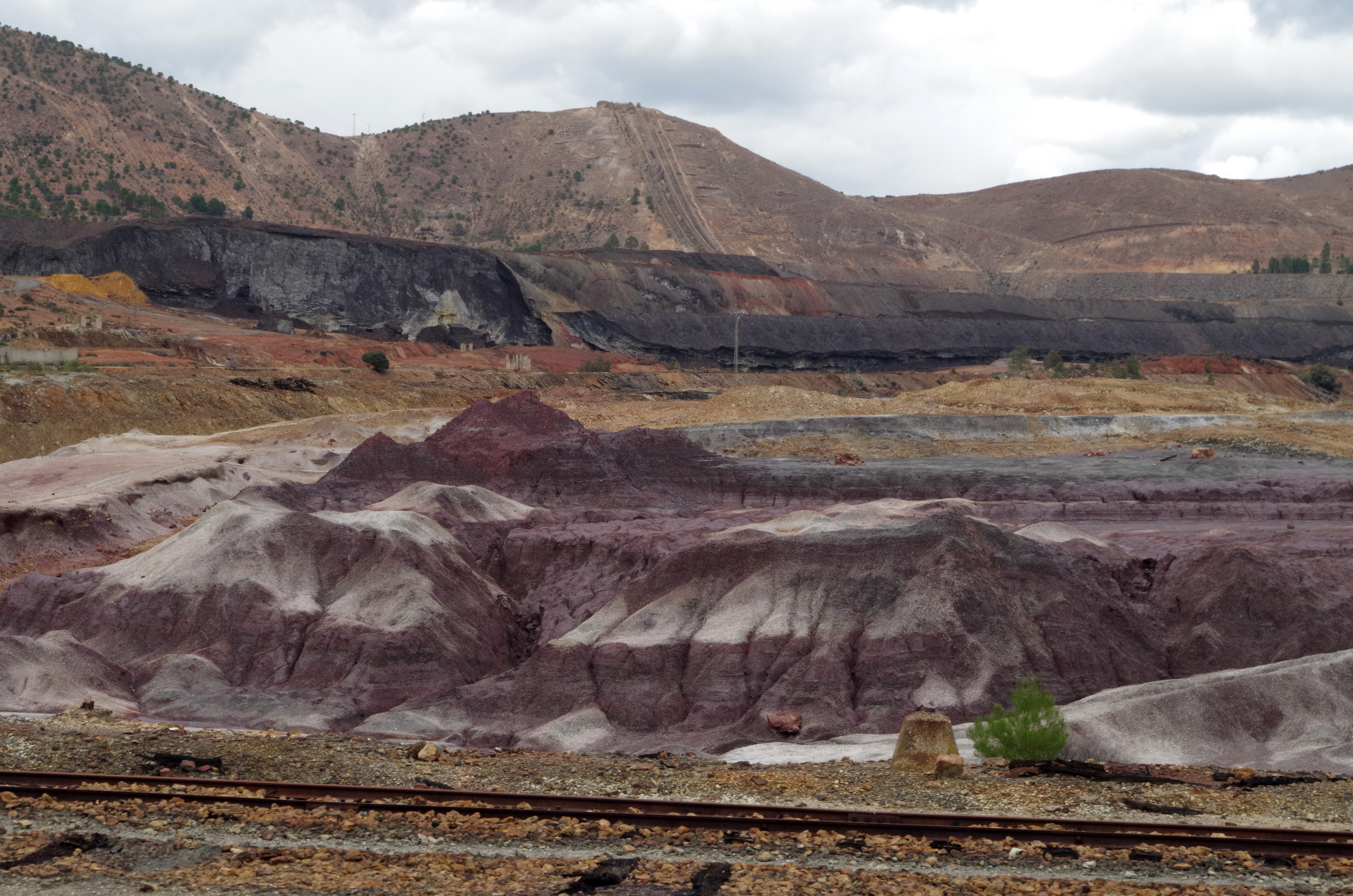
Paisaje minero de Riotinto, en las cercanías de la zona de Naya.

En junio de 1954 la Rio Tinto Company Limited inició las negociaciones que llevarían a la venta de sus activos en España a cambio de una suma 7,6 millones de libras esterlinas y de una participación en la nueva empresa. En la operación de compra intervinieron el Banco Español de Crédito, el Banco Hispano Americano y el Banco de España. El gobierno franquista aprobó la adquisición poco después, el 14 de agosto, para lo cual se constituyó una nueva empresa. La adquisición llegó a tener  un alto valor simbólico en la época. Durante más de ochenta años el control británico de las minas de Riotinto había sido considerado por muchos como un símbolo de la debilidad del capitalismo español, por lo que la «españolización» de los yacimientos por la CEMRT constituyó un símbolo que reflejaba la nueva situación. Para la Rio Tinto Company también tuvo importantes consecuencias, ya que ello significaría una mayor diversificación de su negocio en otras partes del mundo.
La Compañía Española de Minas de Río Tinto se constituyó de forma oficial el 28 de octubre de 1954, con sede social en Madrid. El empresario Joaquín Benjumea fue designado presidente del consejo de administración de la CEMRT, mientras que el general Antonio Torres Espinosa ostentaba el cargo de director general. Se da la circunstancia de que la Rio Tinto Company Limited mantuvo una participación importante en la nueva empresa, donde controlaba un 33,3% del accionariado.

### Etapa de expansión
La nueva empresa asumió la gestión de los yacimientos a partir del 1 de enero de 1955. La CEMRT pasó a controlar todas las instalaciones en Huelva, la línea de ferrocarril, el muelle-embarcadero, las fincas rústicas y las concesiones mineras que la RTC tenía en todo el territorio español. No obstante, los británicos mantuvieron su presencia en Huelva a través de sus servicios de asesoramiento técnico y desarrollando las gestiones comerciales que realizaba la CEMRT en el extranjero. Tras una etapa de consolidación de sus negocios —que incluyó una reducción de la plantilla, una modernización de la maquinaria y una mejora de la productividad—, a partir de 1962 la empresa puso en marcha una estrategia expansiva que incluyó un plan de industrialización en el área de Huelva. En la cuenca minera de Riotinto ya había puesto en marcha la construcción de nuevas instalaciones, como una planta trituradora de minerales situada en el área de Zarandas-Naya o una planta de ácido sulfúrico ubicada junto a Nerva. A partir de 1964 la compañía tuvo un importante papel en el desarrollo del Polo Químico de Huelva, donde instalaría una planta electrolítica para la obtención de cobre puro.
Aunque históricamente los minerales de Riotinto habían ido destinados a la exportación internacional, bajo la CEMRT estos empezaron a ser destinados al consumo nacional. Durante el período comprendido entre 1954 y 1971 la empresa fue el segundo mayor vendedor de piritas en España tras la Compañía de Azufre y Cobre de Tharsis Limitada, teniendo un 38,5% de la cuota de mercado. Para entonces un gran número de explotaciones mineras de la provincia de Huelva se encontraban clausuradas, por lo que Riotinto constituía una de las principales que continuaba estando operativa. Entre los clientes más importantes de la compañía se encontraban sociedades como Cros, Sefanitro, Repesa, Empresa Nacional Calvo Sotelo, Energía e Industrias Aragonesas, Industrial Química de Zaragoza, Abonos Sevilla, etc. La CEMRT también estuvo estrechamente ligada a la Sociedad Española de Construcciones Electromecánicas, en Córdoba, a la que suministraba cobre.

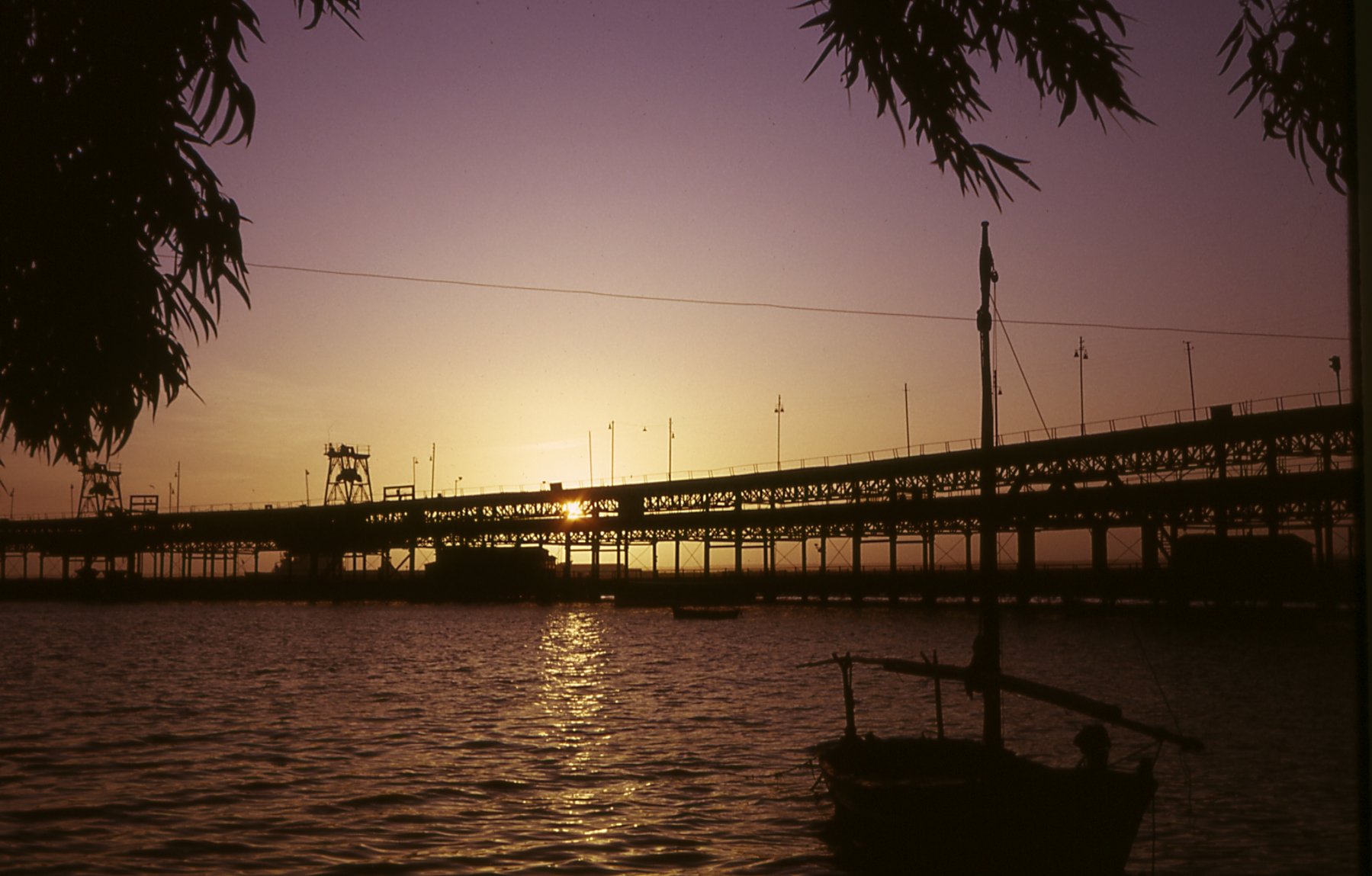
Vista del muelle-embarcadero de Riotinto en Huelva, en 1969.

Desde 1963, bajo la presidencia de Javier Benjumea Puigcerver, la CEMRT emprendió una estrategia más expansiva, aprovechando tanto una coyuntura económica favorable como una situación privilegiada de ayudas y exenciones fiscales por parte del régimen franquista. De acuerdo con la política de diversificación emprendida por la compañía, desde 1964 esta mantuvo conversaciones con proveedores extranjeros de cobre para así atender sus nuevas actividades químico-industriales. En 1966 se fundó la sociedad Río Tinto Patiño (RTP) por parte de la CEMRT, la Rio Tinto-Zinc (RTZ) y el grupo Patiño. Según lo acordado, mientras RTZ y Patiño se comprometían a suministrar cobre, la CEMRT cedía a la RTP la explotación de los yacimientos de pórfidos cobrizos que existía en el Cerro Colorado.
CEMRT también estuvo tras la construcción del complejo petroquímico de La Rábida, inaugurado en 1967, que se hizo en colaboración con la empresa Gulf Oil.
La compañía mantuvo en la cuenca de Riotinto la actividad ligada a extracción de las piritas, procediendo a buscar nuevos clientes nacionales para este mineral. Como resultado de dicha estrategia en 1970 la CEMRT se fusionó con la Unión Española de Explosivos, pasando a constituirse en «Unión Explosivos Río Tinto».

## Fondos archivísticos
En la actualidad los fondos documentales de la compañía se encuentran bajo custodia del Archivo Histórico Minero de la Fundación Río Tinto.